# Alena Nádvorníková
Alena Nádvorníková, geborene Bretšnajdrová (* 12. November 1942 in Lipník nad Bečvou; † 3. Oktober 2023) war eine tschechische Dichterin, Zeichnerin und Malerin. Als Kunsthistorikerin beschäftigte sie sich mit der Theorie des Surrealismus und außerdem mit l’art brut; sie war ebenfalls als Kuratorin tätig.

## Leben
Alena Nádvorníková wuchs in einer Familie von Hochschullehrern auf und absolvierte 1959 die elfjährige Oberschule in Lipník nad Bečvou. Im selben Jahr begann sie an der Philosophischen Fakultät der Palacký-Universität Olmütz Tschechisch, Kunsttheorie und Pädagogik zu studieren. Das Treffen mit Václav Zykmund, bei dem sie ihre Diplomarbeit über die tschechische Avantgardegruppierung Devětsil (1964) verteidigte, hatte einen erheblichen Einfluss auf sie. 1968 erhielt sie den Titel PhDr. An der Palacký-Universität unterrichtete sie danach Geschichte der modernen Kunst mit Pausen bis 1996; im selben Jahr wurde sie auf der Grundlage einer Reihe von Studien zum Surrealismus habilitiert.
Nádvorníková heiratete 1978 in Frankreich und lebte 1980–1981 in Paris (wiederholte Aufenthalte in Frankreich auch 1982–1989), sie unternahm auch Reisen nach Spanien, England und Italien. Ab 1987 lebte sie vor allem in Prag. Dort wirkte sie einige Jahre als Kunstredakteurin im Verlag Odeon.

## Nádvorníková und Kunst
Im Fokus von Nádvorníkovás künstlerischem Interesse stand die Surrealistická skupina [Surrealistische Gruppe] mit Karel Teige, Vratislav Effenberger u. v. a. in der Tschechoslowakei sowie die in der Gruppe tätigen Künstler; sie veröffentlicht darüber zahlreiche Artikel. Sie machte sich maßgeblich um das Wiedererscheinen der surrealistischen Revue Analogon verdient, in der sie selbst publizierte und ab 1992 in der Redaktion tätig war. Nádvorníková war in den künstlerischen Kreisen insbesondere als bildende Künstlerin bekannt, sie publizierte ihre Zeichnungen auch zusammen mit ihren Gedichten und anderen Texten. Ihre Gedichte und Texte veröffentlichte sie in Periodika wie Iniciály, Intervence, Umění, Lidové noviny, Ateliér, Revolver Revue, Literární noviny u. a., im Ausland dann in Surréalisme (Paris), Romboid (Bratislava), S.U.RR. (Paris), Bergamo Film Meeting ’97 (Bergamo) u. a.
Nádvorníková beschäftigte sich neben dem Surrealismus theoretisch auch mit der art brut, seit Ende der 1990er Jahre initiiert sie einige Ausstellungen in diesem Bereich und veröffentlicht dazu einige Arbeiten.

## Veröffentlichungen (Auswahl)
- Knižní grafika výtvarníků Devětsilu ve dvacátých letech, Olmütz 1966
- Sen, erotismus, interpretácia : surrealistická skupina v Československu, Bratislava 1991
- Kompoty noci, krystaly dne, Prag 1999
- K surrealismu, Prag 1998
- Tschechischer Surrealismus und Art Brut zum Ende des Jahrtausends, Prager Kulturtage in Wien : 14.4.–4.5.2000
- Tsjechische L’Aart brut tchéque, Brüssel 2004
- Art brut v českých zemích. Mediumici, solitéři, psychotici, Prag / Olmütz, 2008